# Рибник Зубриця
Ри́бник Зубри́ця — річка в Українських Карпатах, в межах Дрогобицького району Львівської області. Ліва притока Рибника (басейн Стрию).

## Опис
Довжина 15 км, площа басейну 66,7 км². Річка типово гірська. Долина вузька і глибока, переважно заліснена. Річище слабозвивисте, кам'янисте, з багатьма перекатами і бистринами.

## Розташування
Рибник Майданський бере початок на північно-західних схилах хребта Росохацькі Полонини, на південний схід від села Зубриці. Тече між горами Сколівських Бескидів спершу на північний захід, далі — переважно на північний схід. Впадає до Рибника в межах села Майдана.
Над річкою розташовані села: Зубриця, Головське, Кринтята і Майдан.

## Притоки
- Чернишов, Ходоровець

## Фото

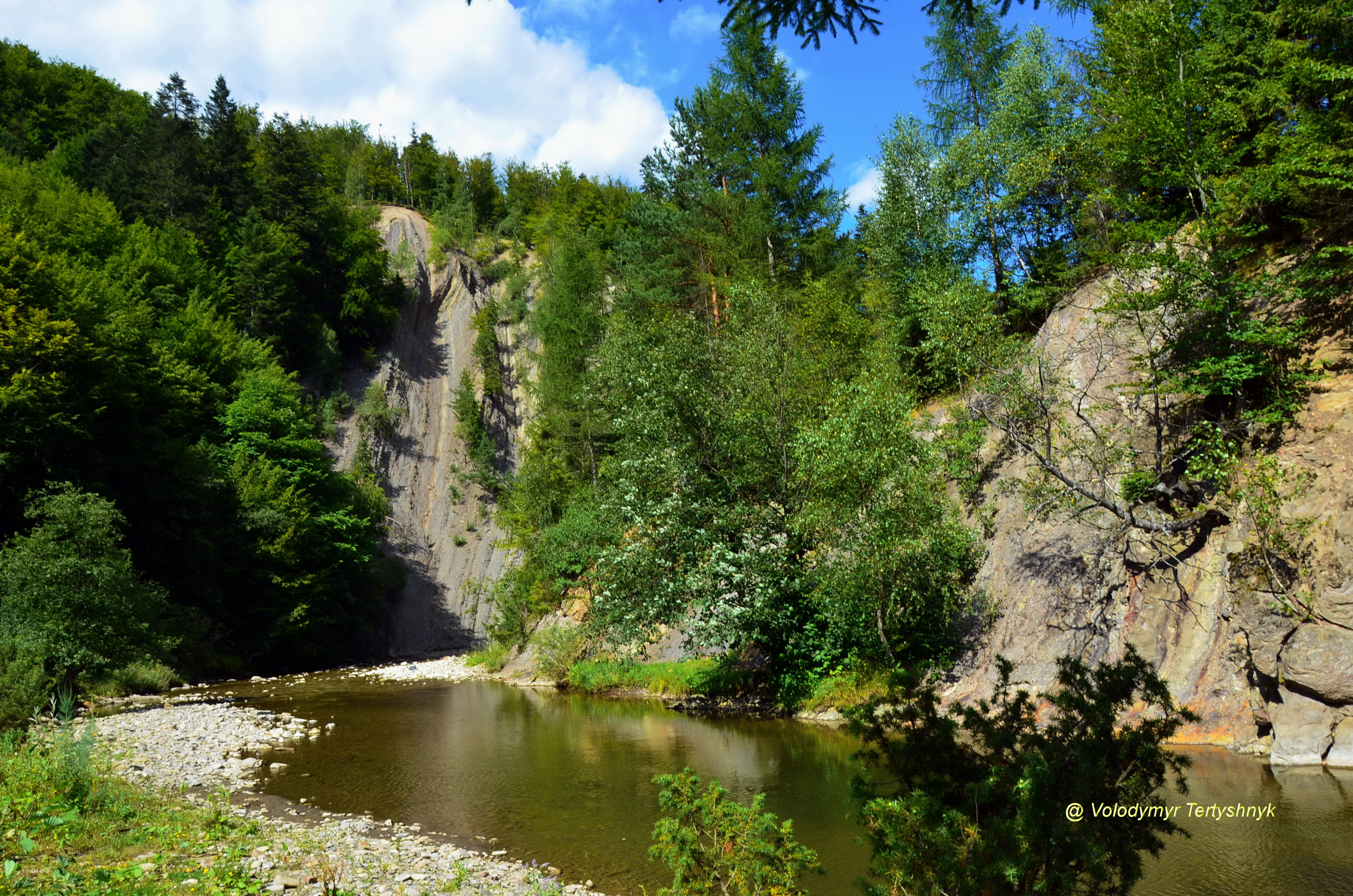
Ри́бник Зубри́цький — річка в Українських Карпатах
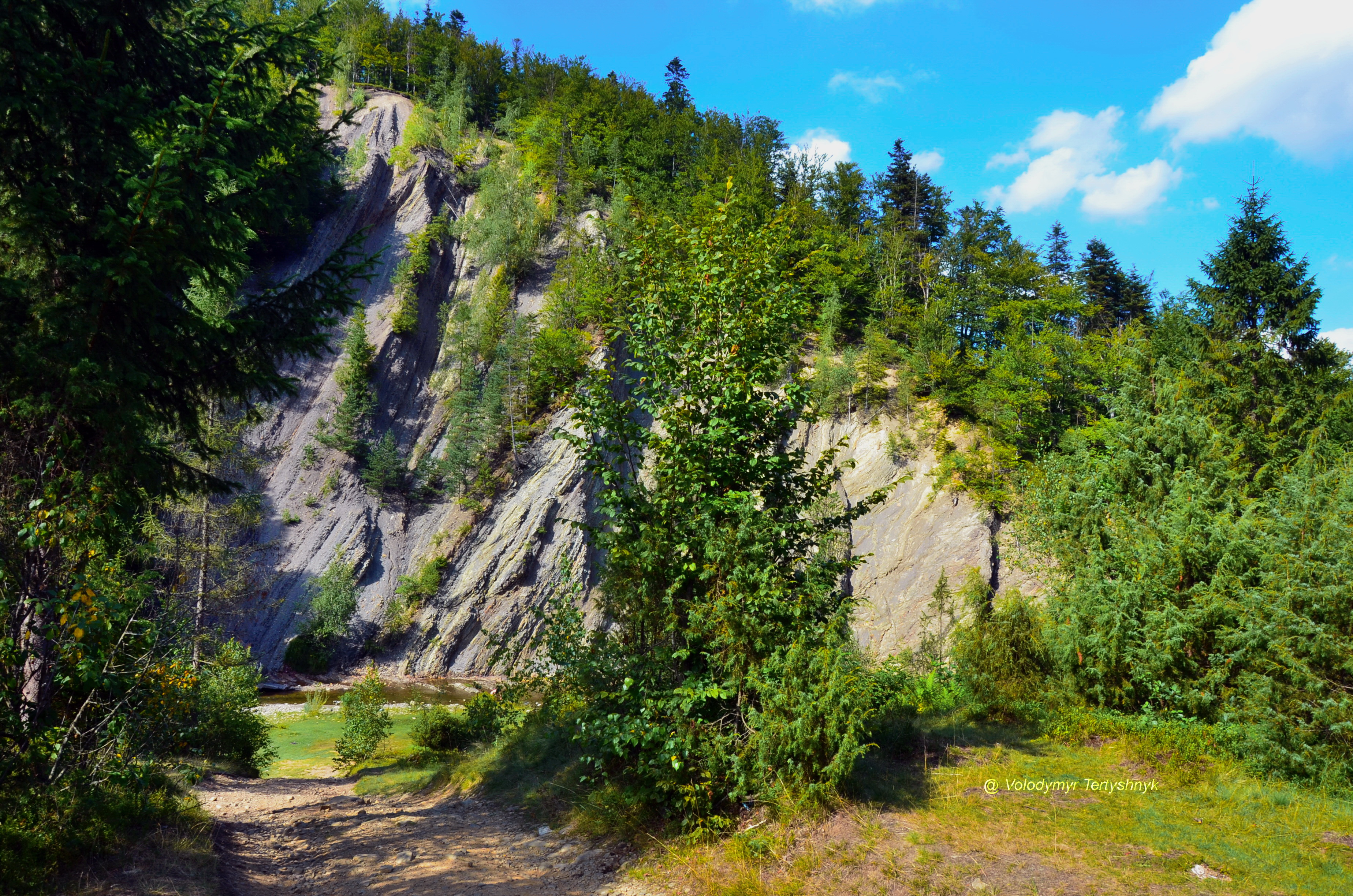
Береги річки Ри́бник Зубри́цький